# 三枝夕夏 IN d-best LIVE 〜Smile & Tears〜
『三枝夕夏 IN d-best LIVE 〜Smile & Tears〜』（さえぐさゆうか・イン・デシベスト・ライブ スマイル・アンド・ティアーズ）は、三枝夕夏 IN dbの3作目のライブ・ビデオ。

## 内容
- ライブ・ビデオ第3弾はデビュー5周年ベストアルバム『三枝夕夏 IN d-best 〜Smile&Tears〜』の発売を記念に行ったライブを映像化したもの。会場で流したショートドラマも収録している。

## 収録曲
1. いつも心に太陽を
2. Fall in Love
3. Shcking Blue
4. 愛のワナ
5. CHU☆TRUE LOVE
6. 笑顔でいようよ
7. 眠る君の横顔に微笑みを
SHORT DRAMA「tears」
8. 雲に乗って
9. 飛び立てない私にあなたが翼をくれた
10. Tears Go By
11. Whenever I think of you
12. ジューンブライド 〜あなたしか見えない〜
13. Graduation
14. 君のハートに胸キュン②
15. 君の愛に包まれて痛い
16. ココロが止まらない
17. 君と約束した優しいあの場所まで
18. Everybody Jump
アンコール
19. Smile & Tears
20. もう自分が自分に嘘をつかないように
21. Hand to Hand

## 参加ミュージシャン
- 三枝夕夏 - ボーカル
- 岩井勇一郎 - ギター
- 大藪拓 - ベース
- 車谷啓介（Sensation） - ドラム
  - 大賀好修（nothin' but love・OOM・Sensation） - ギター
  - 大楠雄蔵（OOM・Sensation） - キーボード
  - 岡崎雪 - コーラス